# Кастильони, Луис
Луис Альберто Кастильони Сория (исп. Luis Alberto Castiglioni Soria; род. 31 июля 1962, Итакуруби-дель-Росарио, Сан-Педро) — парагвайский политический и государственный деятель, вице-президент (2003—2007), министр иностранных дел (2018—2019).

## Биография
Родился 31 июля 1962 года в городе Итакуруби-дель-Росарио, департамент Сан-Педро, Парагвай. Окончил Католический университет «Нуэстра-Сеньора-де-ла-Асунсьон», где получил диплом инженера-строителя.
Свою политическую карьеру Кастильони начал в 1984 году, возглавив молодёжную организацию партии Колорадо. В июне 1998 года он был избран в Палату депутатов, а в 2003 году кандидат в президенты Никанор Дуарте Фрутос выбрал его своим напарником на предстоящих президентских выборах 2003 года. Кастильони занимал пост вице-президента Парагвая с 15 августа 2003 года по 15 октября 2007 года, когда он ушёл в отставку для выдвижения на пост президента. Он рассматривался как один из наиболее перспективных кандидатов от партии Колорадо на президентских выборах 2008 года, однако, предварительные результаты партийных праймериз в декабре 2007 года показали, что его соперница Бланка Овелар одержала победу с минимальным отрывом. Кастильони в свою очередь заявил, что не признаёт результатов голосования, отметив, что имеет доказательства «кражи» у него более 30 000 голосов, подтвердив свои намерения добиваться справедливости в суде.
В июне 2013 года Кастильони получил место в Сенате, а 15 августа 2018 года он вступил в должность министра иностранных дел страны в правительстве Марио Абдо Бенитеса. В ноябре 2020 года он был назначен министром промышленности и торговли, пробыв на этом посту до 15 августа 2023 года. 